# Belmonte, Asturien
Belmonte är en ort i Spanien.   Den ligger i provinsen Province of Asturias och regionen Asturien, i den nordvästra delen av landet, 400 km nordväst om huvudstaden Madrid. Belmonte ligger 203 meter över havet och antalet invånare är 2 011.
Terrängen runt Belmonte är huvudsakligen kuperad, men söderut är den bergig. Belmonte ligger nere i en dal. Runt Belmonte är det ganska glesbefolkat, med 32 invånare per kvadratkilometer. Närmaste större samhälle är Salas, 14,8 km norr om Belmonte. Omgivningarna runt Belmonte är en mosaik av jordbruksmark och naturlig växtlighet.